# Nordgold
Nord Gold (Nordgold; anciennement Severstal Gold) est une entreprise minière russe, spécialisée dans l'extraction d'or. Elle a des concessions en Russie, au Kazakhstan, au Burkina Faso, au Canada et en Guinée.

## Histoire
Cette société commerciale et industrielle minière a été créée sous le nom de Severstal Gold (du nom une mine d'or de Severstal (compagnie sidérurgique russe privatisée appartenant à Alexey Mordashov.
De 2007 à 2011, Severstal achète plusieurs mines ; début 2007, Severstal achète les mines de Souzdal et Zherek au Kazakhstan, ainsi que les mines Aprelkovo et Neryungri en Russie. En août 2008, Severstal prend le contrôle de la mine Balazhal (Kazakhstan) et des mines Irokinda, Zun-Holba et Berezitovy (Russie) ainsi que des mines Taparko et Bissa au Burkina Faso. Fin 2010-début 2011 le groupe prend ensuite le contrôle de la mine Lefa en Guinée.
En 2012, Nordgold se sépare de Severstal, et entre à la bourse de Londres (côté via le Global Depositary Receipts).
En janvier 2013, Nordgold ouvre une nouvelle mine à Bissa et explore la région burkinabè du département de Yalgo pour l'exploitation de nouveau filons à Yéou et Gouengo.

## Opérations
Nordgold s'est originellement concentré sur la Russie et la CEI, puis s'est étendue en l'Afrique de l'Ouest d'où il importe la moitié de toute sa production d'or.
Fin 2015 (au 31 décembre), les réserves prouvées et probables de Nordgold s'établissaient selon l'entreprise à 14,0 Moz d'or, et les ressources mesurées, indiquées et présumées étaient estimées à 28,5 Moz.

### Mines actives
| Mine                               | Pays         | 2015 Production, koz | Réserves prouvées et probables, koz |
| ---------------------------------- | ------------ | -------------------- | ----------------------------------- |
| Bissa                              | Burkina Faso | 235.3                | 2,067                               |
| Taparko                            | Burkina Faso | 83.2                 | 502                                 |
| Lefa                               | Guinea       | 214.2                | 3,003                               |
| Buryatzoloto (Zun-Holba, Irokinda) | Russia       | 112.7                | 485                                 |
| Berezitovy                         | Russia       | 125.3                | 612                                 |
| Neryungri                          | Russia       | 84.1                 | 769                                 |
| Aprelkovo                          | Russia       | 19.8                 | 49                                  |
| Suzdal                             | Kazakhstan   | 75.3                 | 763                                 |

## Projets de développement et d'exploration
- Bouly est un projet situé à 5 km de la mine Bissa de Nordgold au Burkina Faso. Le substrat géologique présente une grande minéralisation aurifère à faible teneur, qui nécessite pour être exploité un traitement industrie par lixiviation en tas. La production espérée est d’environ 120 koz/an sur 10 ans, avec un démarrage annoncé pour le second semestre 2016.

Les investissements prévus pour le projet s'élevaient à 155 millions de dollars.
- la mine Gross, est aussi un projet de lixiviation de minerais en tas à ciel ouvert ; situé dans le sud-ouest de la Yakoutie (Russie) à 4 km à l'est de la mine de Neryungri. La production devrait démarrer 2 ans après les premiers travaux et nécessiter environ 250 millions de dollars d’investissement pour la construction. À pleine production, la mine Gross devrait extraire et traiter environ 12 millions de tonnes de minerai et en tirer 230 koz d'or par an durant 17 ans.
- la mine de Montagne d'or (projet de mine à ciel ouvert à créer dans le nord-ouest de la Guyane). À partir de janvier 2016, Nordgold en assumé la propriété opérationnelle ; conformément à une entente signée avec Orea Mining (Ancien Colombus Gold Corp), Nordgold a acquis le droit d’acheter une participation de 50,01 % dans le gisement aurifère de Montagne d’Or, en échange d'un financement d'au moins 30 millions de dollars et en réalisant une étude de faisabilité. En outre Nordgold a acquis une participation supplémentaire de 5 % dans le projet (sous la forme d'une avance). L'acquisition formelle et le transfert de la participation de 5 % auront lieu avec la participation initiale de 50,01 %. Si la participation de Nordgold (de 50,01 %) n'aboutit pas Columbus devra rembourser l'avance qu'il a reçu. Les industriels ont l'espoir de retirer du sols 273 koz/an pour les 10 premières années.[réf. nécessaire] Le projet a été, au moins temporairement, arrêté par l'état français. En 2021, l'entreprise attaque ce dernier devant un tribunal d'arbitrage international et réclament plusieurs milliards de dollars de compensation[5]. À la suite des sanctions américaines sur Nordgold dues à l'invasion russe de l'Ukraine, Orea Mining a entamé en urgence des négociations pour obtenir 100 % du projet Montagne d'or. L'accord final a été annoncé en janvier 2023, faisant perdre à Nordgold ses intérêts dans le projet[6].
- Le projet Pistol Bay concerne un site potentiellement à haute teneur en or de qualité, situé dans le territoire du Nunavut chez les inuits du nord-Canada, sur la côte ouest de la baie d'Hudson. 
Nordgold détient une participation majoritaire (51,5 %) dans Northquest Ltd., actuel propriétaire du projet. Les premiers sondages (2015) ont confirmé le potentiel du projet.

## Actionnaires
Alexey Mordashov est le principal actionnaire de Nordgold avec une participation de 90,73 % dans la société.
Au 7 avril 2016, le capital-actions émis se composait de 370 396 229 actions ordinaires, dont près de 9,25 % inscrites au LSE sous forme de GDR.
À la suite de l'invasion de l'Ukraine par la Russie en février 2022, les actifs d'Alexey Mordashov ont été gelés, ce qui l'a poussé à revendre ses parts à hauteur de 1,1 million de dollars américains à sa femme, Marina Aleksandrovna Mordashova. En juin 2022, Nordgold a fait l'objet de sanctions américaines.